# アンティラ (キューバ)

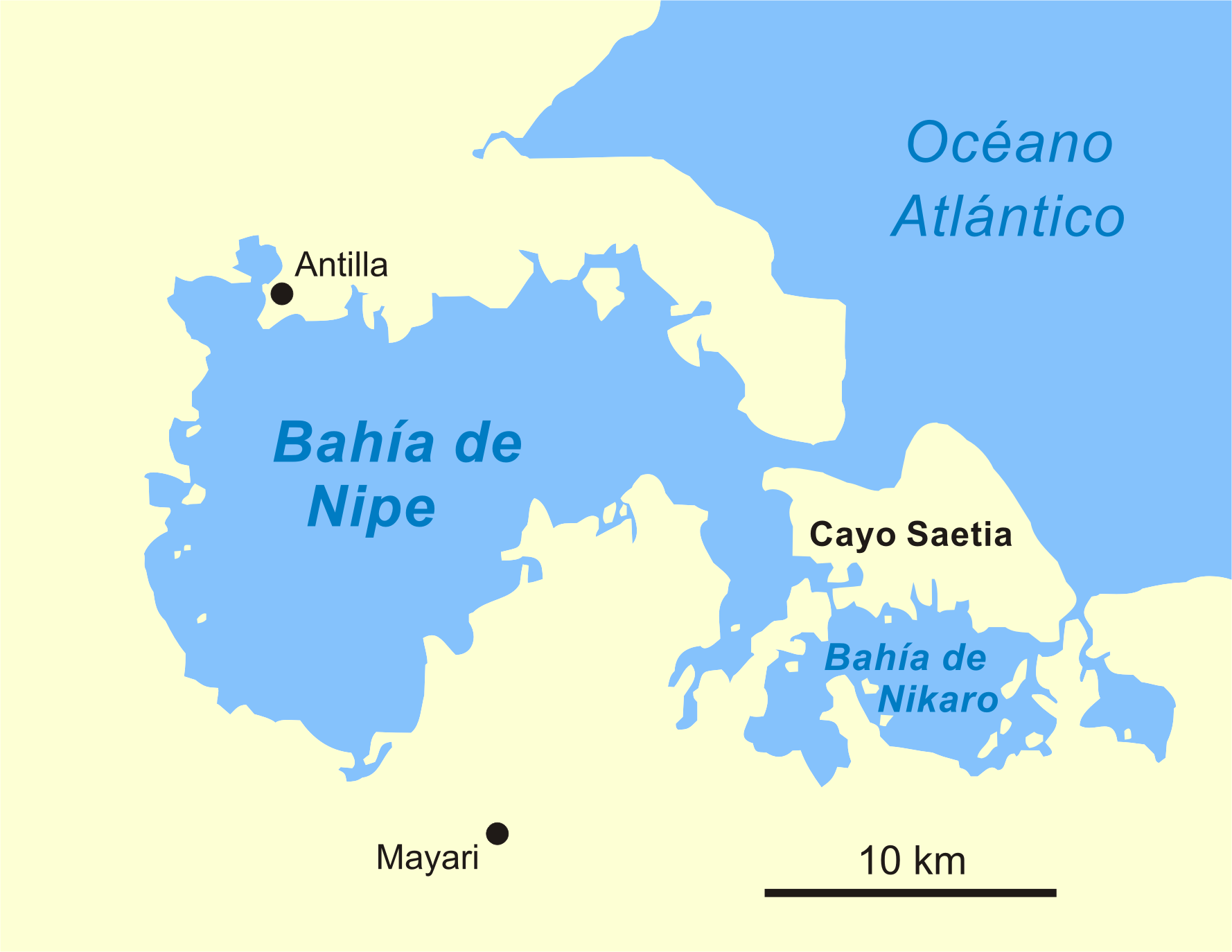
ニペ湾 (Bahía de Nipe) に臨むアンティラの位置。

アンティラ、ないしアンティヤ (Antilla) は、キューバのオルギン州にある基礎自治体となっている町。1907年に、鉄道のターミナル駅（終着駅）のある港湾都市として新たに創建された町である。
近年ではオルギン州の鉱工業の発展や、リゾート開発などとの関係から、道路整備が必要とする声が上がっている。アンティラの港湾にはクルーズ船が入港することもある。

## 地理
アンティラは、キューバ島の北東海岸、ニペ湾 (Nipe Bay / Bahía de Nipe) とバネス湾 (Banes Bay) に挟まれた半島の付け根の位置で、ニペ湾に面している。基礎自治体として占める領域は 101 km² あり、領域内にはビハルー (Bijarú)、カナリート (Canalito)、コルタデラス (Cortaderas)、デレイテ (Deleite)、エステ・カベセラ (Este Cabecera)、ロス・ノビリョス (Los Novillos)、オエステ・カベセラ (Oeste Cabecera)、サン・ヘロニモ (San Jerónimo)、サオ・デ・ロス・イダルゴス (Sao de los Hidalgos) の集落がある。

## 人口
2004年当時、アンティラ基礎自治体の人口は、12,542人であった。面積は 101 km2 (39 sq mi) であり、人口密度は 115.3/km2 (299/sq mi) であった。